# Zenetudományi Írások
Zenetudományi Írások a romániai magyar nyelvű zenetudományos kutatás eredményeit összegező kiadványsorozat, melynek első kötete 1977-ben, az utolsó, azaz 5. kötete 1999-ben jelent meg. Ebben az időszakban a hazai magyar nyelvű zenetudományosság kollektív publikációs fórumának számított, hiszen köteteiben kaptak helyet olyan tanulmányok is, amelyek magyar nyelvű zenei szaklap hiányában, szakmai jellegüknél, illetve terjedelmüknél fogva nem kerülhettek volna be magyar művelődési és irodalmi folyóiratokba. Első négy kötete a Kriterion Könyvkiadó gondozásában, utolsó a Kriterion és az MTA Zenetudományi Intézete közös kiadásában jelent meg.

## Első kötet
„A hazai magyar zenetudomány az élő hazai magyar zenéről és múltjáról” – így jelölte meg a sorozatindító kötetben (1977) a központi témakört a szerkesztő, Szabó Csaba. A zenei múltunkkal és jelenünkkel kapcsolatos kérdésekre a szerzők a zenetörténet, a zeneesztétika, a népzenetudomány és a zenepedagógia tükrében, ill. zeneműelemzések révén kerestek választ. A szerkesztő távlatokban is jelezte a különböző zenetudományi ágazatokat képviselő írások párhuzamában megvalósuló interdiszciplinaritást: „Zenei életünk egy-egy területének tudományos vizsgálatával jelzi a hazai magyar zene legfőbb fejlődési irányait, és képet ad önmagáról, a zenetudományról, tegnapi és mai gondjairól és színvonaláról… Abban a reményben bocsátjuk útjára a Zenetudományi írásokat, hogy hűen képviseli zenetudományunkat, és számíthat a szakemberek és a zene iránt érdeklődő nagyközönség figyelmére.” A bemutatkozó kötet különben egyben az előző két évtized zenetudományos eredményeinek összegezését is jelentette, mivel a kötet számára írott tanulmányok mellett helyet kaptak benne már kész, addig még kéziratban lévő írások is, ugyanakkor a további kéziratos tanulmányok összegyűjtése és megjelentetése is távlati célkitűzésként fogalmazódott meg.
Az évek során az öt kötetben 34 szerző 71 írása jelent meg. Elsősorban a hazai magyar zenei élet képviselőinek közreműködésével készült: legtöbb tanulmányt Jagamas János, Almási István, Szenik Ilona, Lakatos István, Benkő András, László Ferenc jegyezte, de esetenként közöltek magyarországi (Papp Géza, Papp Ágnes), németországi (Király Péter), valamint hazai román szerzők (Mircea Bejinariu, Elena-Maria Şorban) is.

## Második és harmadik kötet
A második kötettől (1980) Benkő András vette át a sorozat szerkesztését, aki az induláskor felvállalt interdiszciplináris sokszínűség folytatását ígérte az előszóban: „Kialakuló hagyományunkhoz híven, a Zenetudományi írások továbbra is a hazai magyar zeneírás minden területének felölelését tekinti feladatának.” A sorozat következő kötetei már háromévenkénti rendszerességgel jelentek meg és évfordulós tisztelgést is jelentettek neves muzsikusaink előtt. A második kötet a 85 éves Lakatos István zenetörténészt köszöntötte: Benkő András erre az alkalomra állította össze Lakatos István zenei bibliográfiáját az 1970–79-es időszakra, a harmadikat (1983) Nagy István emléke előtti tisztelgésnek szánták a szerzők: ennek jegyében Angi István a jeles karmester és hegedűművész kórusművészetének esztétikáját elemezte, Benkő András a legendás karvezetői pályáról készített összefoglalót (Hat évtized a zene szolgálatában. Adatok Nagy István munkásságához 1923–1983), ugyanakkor itt jelent meg Nagy István önéletrajzi elemeket is tartalmazó, elsősorban Bartókhoz és Kodályhoz kapcsolódó Három írása is.

## Negyedik kötet
A negyedik kötetet (1986) Zsizsmann Rezső és László Árpád emlékének ajánlották a szerzők: Zsizsmann Rezső orgonaművészi pályájának kibontakozását Fancsali János ismertette, Balla Kemenes Csilla pedig László Árpád pedagógusi portréját vázolta.

## Ötödik kötet
Az ötödik, eredetileg 1989-re tervezett kötet Márkos Albert és Zoltán Aladár emléke előtt tisztelgett volna. Az időszak politikai tiltásai miatt akkor már nem jelenhetett meg, bár teljes anyaga készen állt, Benkő András szerkesztésében. Végül módosított tartalommal, a Benkő András által gondozott tanulmányokat újabbakkal kiegészítve, 1999-ben, László Ferenc szerkesztésében adódott lehetőség kiadására, a 75 éves Benkő András köszöntésére. Erre az alkalomra készült el Benkő András zenei bibliográfiája (Benkő Judit).

## A sorozat tartalma
A sorozatban hangsúlyos helyen állnak a zenetörténeti, ill. népzenetudományos tanulmányok.
Zenetörténeti vonatkozásban például Benkő András és Király Péter ifj. somlyai Báthory István udvarának zenei életét mutatta be; Lakatos István írásai Kolozsvár zenei múltjának több fejezetét is feltárták: a kolozsvári Házi Zenekör (1841–70) és a Kolozsvári Zenetársaság (1887–1918) tevékenységét, a városban kibontakozó szimfonikus zene fejlődését, valamint Ruzitskáné Raczek Zsófia hegedűművésznő művészi pályájának kibontakozását; Kolozsvár műemlék orgonáiról Dávid István tanulmánya tájékoztatott.
Más helységek zenei múltjára vonatkozóan is számos értékes adatot tártak föl a szerzők: Sepsiszentgyörgy zenei életének egy szakaszát (1862–1944) Berde Zoltán ismertette; a Székelyudvarhelyi Filharmonikus Társaság történetéhez Farkas Sándor szolgált adalékokkal; a marosvásárhelyi zenekari muzsika múltját Csíky Boldizsár összegezte tanulmányban; a nagyváradi éneklőkanonokokról (1883–1935) Thurzó Sándor írt.
A tanulmányok ugyanakkor számos zenei múltunkkal kapcsolatos közlést, dokumentumot, egyebek mellett ezekre vonatkozó információkat tartalmazó levelet ismertettek: Benkő András egy 18. századi gyűjtemény román dallamait, Madass Sándor énekeskönyvét mutatta be, George Breazul Lakatos Istvánhoz írott leveleit, lapjait közölte, továbbá az Erdélyben elhangzott Bartók-művekről készített táblázatokkal is kiegészített részletes összefoglalót; Szász Károly ismeretlen Erkel-művet; Karácsonyi Péter Enescutól írt három, addig kiadatlan képeslapot közölt; Elena-Maria Şorban a Batthyáneum egy 1730-as kéziratos könyvét (Liturgikus énekek Kapisztrán Szent János tiszteletére); Papp Ágnes Kájoni János Sacri concentus-kéziratát vizsgálta; Mircea Bejinariu Kacsóh Pongrácnak A kombináció-hangokról és lebegési hangokról c. tanulmányát tette közzé.
A kutatók muzsikusok életének, művészi tevékenységének számos addig ismeretlen mozzanatát is megvilágították: Kozma Mátyás Enescu és Marosvásárhely kapcsolatához, László Ferenc Philipp Caudella életrajzához, Fancsali János Ady-versek hazai megzenésítéseihez, Benkő Judit pedig a neves kolozsvári zongoraművész, B. Zsembery Elvira pályarajzához szolgált adalékokkal, Nagy László a (szász)csávási kórust megalapító id. Belle József tanítói és pedagógusi pályáját, Csire József a nagyváradi Boda házaspár tevékenységét foglalta össze, Fancsali János Zsizsmann Rezső orgonaművészi tevékenységét, Benkő András a zenetörténész Lakatos István pályáját vázolta.
Ugyancsak fontos helyet képviselnek a kötetekben a népzenetudományi tanulmányok. A szerzőket változatos témák foglalkoztatták a romániai magyar zenei dialektusoktól a magyar népdal régi és új stílusának kapcsolatáig, a kupolás kvintszerkezetű magyar népdal és a fúga expozíciójának összefüggéseitől a csángó népdalgyűjtésig (Jagamas János), egy siratótípus dallamrokonságától a bővült soros népdalokkal kapcsolatos adalékokig, továbbá egy új stílusú nyugatias dallamcsoport román változatának folklorizálódásáig (Szenik Ilona), Bajka Sándor balladájától Fabó Bertalan Seprődi Jánoshoz írott leveleiig, Kocsis Lajos 20. század eleji népzenegyűjtésétől a „Kutasföld” tájnévig, vagy a sorvégelnyelés kérdéséig (Almási István (néprajzkutató)|Almási István). E témakört egészíti ki Szabó Csabának A szászcsávási hagyományos harmónia, Szalay Zoltánnak Egy dallam tíz variánsa a palatkai népi hangszeres együttesek előadásában c. tanulmánya.
Már az első kötetek is tartalmaztak zenepedagógiai vonatkozású írásokat (Szász Károly a relatív szolmizáció első hazai adaptációjáról, Csire József pedig a zene transzferhatásáról írt), a negyedik kötetben azonban a zenepedagógia központi helyre került, azzal a céllal, hogy magyar nyelven nyújtson összefoglalót a zenepedagógusokat foglalkoztató problémákról, zenepedagógiai módszerekről, perspektívákról. A tanulmányokból kikerekedő összkép sokszínű, ugyanakkor gyakorlatilag minden korosztály zeneoktatása szempontjából tartalmaz hasznos információkat.
A legkisebbek zeneoktatásával kapcsolatos Visnyainé Kondor Ágnes írása (módszertani útmutató a zenei szerkesztés elemeinek játékos elsajátításáról) és Valádi Enikő Zenehallgatás kezdőkkel c. tanulmánya.
A formaérzék fejlesztésének megalapozásáról Szenik Ilona, a funkcionális és az abszolút hallás fejlesztésének zeneiskolai lehetőségeiről Fejér Kálmán, kezdő zongoristák bevezetéséről a kétkezes játékba Boér Mária írt. A felsőfokú zeneoktatás problémaköréhez kapcsolódik a Jagamas János – Major Ferenc – Márkos Albert szerzőhármas szolfézs (dallamelemzés), összhangzat-, ellenpont- és formatan tanítására vonatkozó közös tervezete. László Ferenc írásában „eszményi kisközösségi modelljeként” tárgyalja a kamarazene oktatását. Zenetanítás és esztétikai élmény összefüggéseit Angi István, a zenei nevelés társadalmi hasznát László Bakk Anikó vizsgálta. Szorosan kapcsolódik a témakörhöz Terényi Ede Zongorajáték – játék a zongorával. Gondolatok a VII. és VIII. füzet darabjairól c. tanulmánya.
Műelemző tanulmányokkal elsősorban zeneszerzők jelentkeztek: Terényi Ede a Veress Sándor-kantáta, továbbá Jodál Gábor, Demián Vilmos, Márkos Albert, Kozma Mátyás, Zoltán Aladár művei mellett a 20. század akkordszerkesztési elveit, hangzatmodelljeit elemezte, Vermesy Péter Egy szokványos harmóniafűzés és ami mögötte rejlik, avagy a záróflexa dicsérete c. tanulmányát (doktori értekezésének bevezető fejezetét) közölte, Szabó Csaba szöveg és zene összefüggéseit vizsgálta a Cantata profanában. Papp Géza Philipp Caudella magyar táncait elemezte, László Ferenc művelődéstörténeti adalékkal is kiegészítve Bartók Román népi táncait, továbbá Márkos Albert A táncban c. művét vizsgálta, és ide sorolható Benkő Judit Nulla fázisú dallamrészletek és dramaturgiai jelentéskörük Farkas Ödön Tetemrehívás című operájában c. tanulmánya is.
A Zenetudományi írások kötetei anyanyelvű tudományos közlési lehetőséget jelentettek magyar szerzők számára. A három évenkénti megjelenés időt biztosított az alapos munkára, rendszeres kutatásra serkentett, ugyanakkor bizalmat szavazott a fiataloknak, ill. a kevésbé ismert kutatóknak is. László Ferencet idézve: „Benkő Andrásnak zenetudományos műhelyt sikerült életben tartania történelmünk egy fölöttébb szerencsétlen korszakában.” Az ötödik kötetet a közel másfél évtizedes politikai, majd főleg gazdasági okokra visszavezethető megszakadás után újraindításnak szánta László Ferenc. A folytatás azóta is várat magára, pedig a hazai magyar nyelvű zenetudományos kutatások megismerését, áttekinthetőségét minden bizonnyal megkönnyítené a gyűjteményes keretben történő megjelenés.

## Recenziók
- László Ferenc: Romániai magyar zenetudomány [Zenetudományi Írások. Szerk. Szabó Csaba. Kriterion, Bukarest, 1977. recenziója]. A Hét. IX. 1978/1. 4.
- Katona Ádám: Zenetudományi Írások [Szerk. Szabó Csaba. Kriterion, Bukarest, 1977. recenziója]. Igaz Szó. XXVI. 1978/1. 61–63.
- László Bakk Anikó: Zenetudományi Írások [Szerk. Benkő András. Kriterion, Bukarest, 1980, recenziója]. A Hét. XV. 1984/13.
- Pávai István: Zenetudományi írások 1983 [Szerk. Benkő András. Kriterion, Bukarest, 1983 recenziója]. Utunk. XXXIX. 1984/8. 1, 4.